# Jan Kowalczyk
Pour les articles homonymes, voir Kowalczyk.
Jan Kowalczyk, né le 18 décembre 1941 à Drogomyśl (Pologne) et mort le 24 février 2020 à Varsovie (Pologne)[réf. nécessaire], est un cavalier polonais de saut d'obstacles.

## Biographie

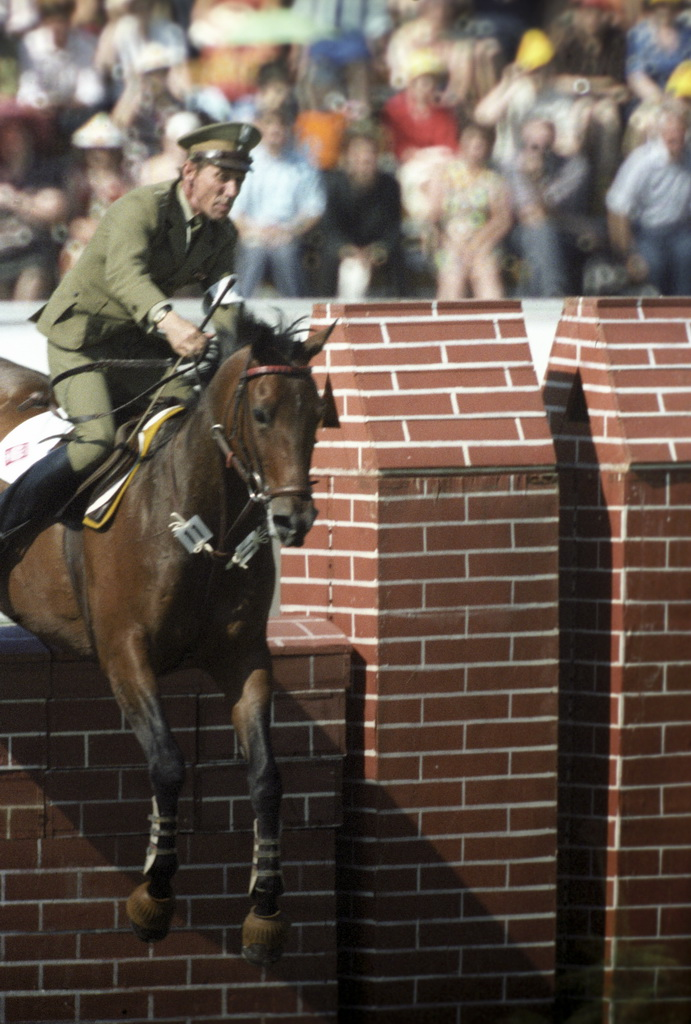
Jan Kowalczyk et Artemor aux Jeux olympiques d'été de 1980.

Jan Kowalczyk participe aux Jeux olympiques d'été de 1968 à Mexico avec le cheval Braz et termine onzième de l'épreuve de saut d'obstacles par équipe. Il se classe douzième de l'épreuve par équipe aux Jeux olympiques d'été de 1972 à Munich, avec Jastarnia.
Jan Kowalczyk dispute sur sa monture Artemor ses derniers Jeux en 1980 à Moscou. Il est sacré champion olympique de saut d'obstacles individuel et vice-champion olympique par équipe.